# Lew Wasserman
Lewis Robert Wasserman, detto Lew (Cleveland, 22 marzo 1913 – Beverly Hills, 3 giugno 2002), è stato un imprenditore statunitense, famoso per la sua attività di produzione cinematografica e casting per le major di Hollywood.

## Biografia
Wasserman era figlio di immigrati ebrei russi di Cleveland. Iniziò la sua carriera lavorando come rappresentante per la MCA con il proprietario Jules Stein. Sotto il suo controllo, la MCA iniziò a fare da manager non solo a cantanti, ma anche ad attori. La MCA di Wasserman iniziò a dominare su Hollywood, rappresentando star del calibro di Bette Davis e Ronald Reagan, il quale venne aiutato da Wasserman a diventare il presidente della Screen Actors Guild.
Andando di pari passo con la crescente popolarità della televisione negli anni del dopoguerra e la risultante bancarotta di molti studi cinematografici, Wasserman acquistò gli Universal Studios e la Decca Records nel 1958, fondendoli con la MCA nel 1962. Nel 1966, mise Jack Valenti alla direzione della MPAA. Insieme, controllarono molto dell'operato di Hollywood. Wasserman detenne il potere delle case di produzione per quasi trent'anni, prima di venderle alla giapponese Matsuhita Electric nel 1990.
Wasserman guadagnò circa 350 milioni di dollari dal suo giro d'affari e rimase a fare da manager, ma con potere ed influenza nettamente diminuiti, sino a quando la Seagram non comprò tutta la compagnia nel 1995, il che ridusse ancora di più la sua influenza. Wasserman servì al consiglio dei registi sino al 1998.
È morto per complicazioni legate ad un ictus nel 2002, a Beverly Hills, in California, ed è stato onorato con la 2349ma stella sulla Hollywood Walk of Fame venerdì 5 ottobre 2007.
Suo nipote, Casey Wasserman, lavora all'agenzia di famiglia, la Wasserman Media Group, che ha aperto nel 1998. Casey è presidente della Wasserman Foundation, un'associazione a scopo di beneficenza fondata da Wasserman e sua moglie Edie nel 1952.
Wasserman fu un importante sostenitore del Partito Democratico.

## Influenza sui media
- La figura di Lew Wasserman ha ispirato il personaggio di Eli Marrion nel romanzo L'ultimo padrino di Mario Puzo.